# Lengissa Bedane
Lengissa Bedane (7 dicembre 1949) è un ex maratoneta etiope.

## Biografia
Ha partecipato alla maratona dei Giochi olimpici di Monaco di Baviera 1972, piazzandosi decimo con un tempo di 2h18'36".
Nel 1973 ha vinto la medaglia d'argento ai Giochi panafricani, sempre nella maratona, con un tempo di 2h28'16".

## Palmarès
| Anno | Manifestazione     | Sede   | Evento   | Risultato | Prestazione | Note |
| ---- | ------------------ | ------ | -------- | --------- | ----------- | ---- |
| 1972 | Giochi olimpici    | Monaco | Maratona | 10º       | 2h18'36"    |      |
| 1973 | Giochi panafricani | Lagos  | Maratona | Argento   | 2h28'16"    |      |

## Altre competizioni internazionali
1969
- 13º alla Maratona di Fukuoka ( Fukuoka) - 2h18'13"

1972
- 4º alla San Blas Half Marathon ( Coamo) - 1h05'24"

1976
- 4º ai Campionati dell'Africa Orientale ( Zanzibar) - 2h17'28"

1980
- 7º alla Maratona di Évry ( Évry) - 2h15'17"